# Hans Molisch

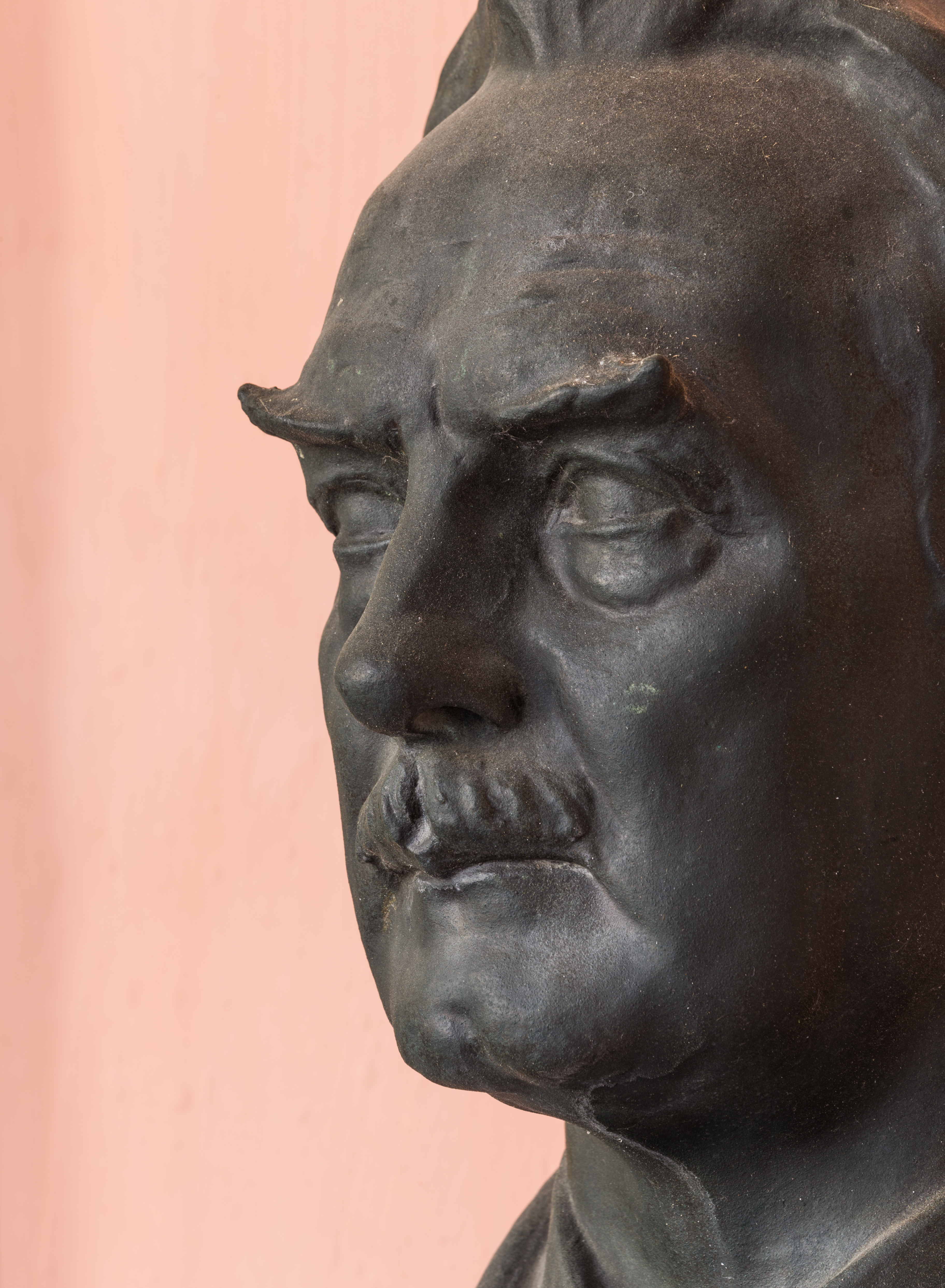
Hans Molisch, Büste von Franz Seifert im Arkadenhof der Universität Wien (enthüllt 1950)

Hans Molisch (* 6. Dezember 1856 in Brünn; † 8. Dezember 1937 in Wien) war ein österreichischer Botaniker. Sein offizielles botanisches Autorenkürzel lautet „Molisch“.

## Leben
Ab 1875 studierte er Naturwissenschaften in Wien, promovierte 1879 und habilitierte sich 1885. Bevor er 1889 Außerordentlicher Universitätsprofessor in Graz wurde, hatte er 1897/98 eine zweijährige botanische Forschungsreise um die Erde unternommen. Von 1894 bis 1909 war er ordentlicher Professor an der Karl-Ferdinands-Universität in Prag. Anschließend war er bis zu seiner Emeritierung 1928 ordentlicher Professor der Anatomie und Physiologie der Pflanzen an der Universität Wien und zugleich auch Vorstand des Pflanzenphysiologischen Institutes. Im japanischen Sendai gründete er gemeinsam mit Hatai Shinkishi die Fakultät für Biologie an der Universität Tōhoku.
Im Jahr 1892 wurde er zum Mitglied der Leopoldina gewählt. Seit 1930 gehörte er der Preußischen Akademie der Wissenschaften als korrespondierendes Mitglied an. Von 1931 bis 1937 war er Vizepräsident der Österreichischen Akademie der Wissenschaften, deren wirkliches Mitglied er seit 1908 war.
In seiner Funktion als Rektor der Universität Wien 1926/27 war Molisch für eine Radikalisierungswelle unter den antisemitisch und deutschnational eingestellten Studenten verantwortlich. Die eskalierende Gewalt gegen politisch Andersdenkende im Allgemeinen und jüdische Studenten im Speziellen wurde durch Molisch gefördert und durch entsprechende Nachsicht bei der Bestrafung der Täter unter Beweis gestellt. Auf der Universität galt er als offener Förderer der „Hakenkreuzler“.

## Reaktion nach Molisch

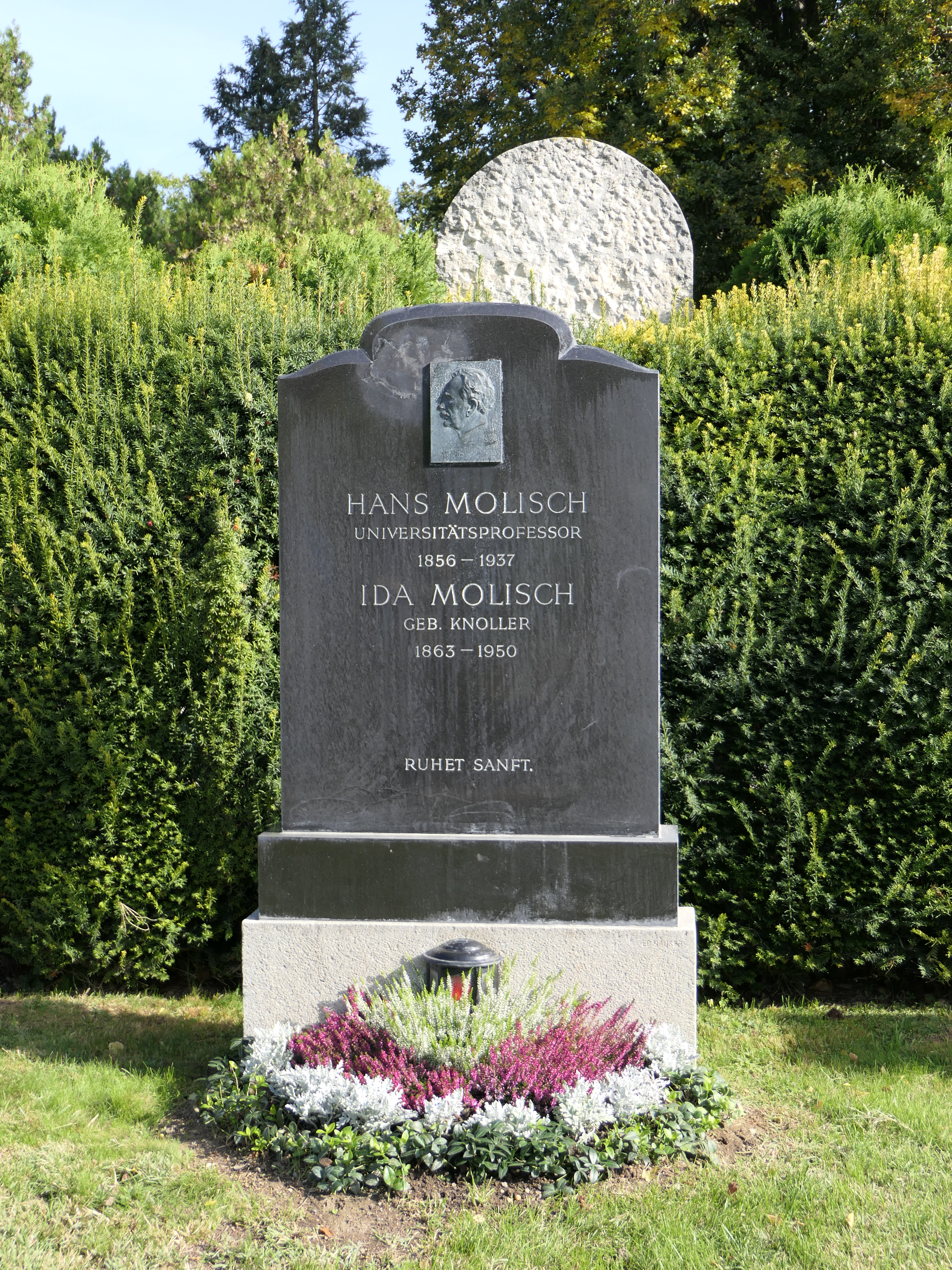
Grab von Hans Molisch

Die nach ihm benannte Molisch-Probe (1886) ist eine sehr empfindliche nasschemische Nachweisreaktion für Kohlenhydrate. Sie ist in der Lage, Pentosen, Desoxyzucker und Aldohexosen voneinander zu unterscheiden.

## Begründung der Allelopathie
Molischs letzte und zugleich bekannteste wissenschaftliche Leistung war die Begründung der Allelopathie. In seinem letzten, im Jahr seines Todes geschriebenen, Buch „Der Einfluß einer Pflanze auf die andere – Allelopathie“ definierte er mit diesem Begriff die biochemische Wechselwirkung zwischen Pflanzen untereinander und auch zwischen Pflanzen und Mikroorganismen; damit wurde er zum Begründer des gleichnamigen Wissenschaftszweiges. Vergröbernd, aber griffig spricht man auch vom „chemischen Krieg unter den Pflanzen“. In der Folgezeit wechselten die Definitionen mehrfach; inzwischen orientiert man sich allerdings wieder weitgehend an Molischs ursprünglicher Definition.

## Ehrungen
Molisch ruht in einem Ehrengrab auf dem Wiener Zentralfriedhof (Gruppe 32 C, Nummer 14). 1950 wurde im Arkadenhof der Universität Wien ein Denkmal für Molisch errichtet. Im Februar 1952 wurde in Wien-Penzing (14. Bezirk) die Molischgasse nach ihm benannt. Außerdem vergibt die International Allelopathy Society (IAS) alle drei Jahre im Gedenken an Molisch den sogenannten Molisch-Preis an Wissenschaftler, die sich um das Gebiet der Allelopathie verdient gemacht haben.

## Werke (Auswahl)
- Zwei neue Zuckerreactionen. In: Monatshefte für Chemie und verwandte Teile anderer Wissenschaften. Band 7, Dezember 1886, S. 189–209, doi:10.1007/BF01516570.
- Leuchtende Pflanzen. Gustav Fischer, Jena 1904.
- Die Purpurbakterien nach neuen Untersuchungen. Gustav Fischer, Jena 1907.
- Die Eisenbakterien. Gustav Fischer, Jena 1910 (wellcomecollection.org).
- Mikrochemie der Pflanze. Bremen university press, 2013, ISBN 978-3-95562-204-6 (Originaltitel: Mikrochemie der Pflanze. 1913.).
- Pflanzenphysiologie. Salzwasser-Verlag, Jena 2013, ISBN 978-3-8460-3102-5 (Originaltitel: Pflanzenphysiologie. 1917.).
- Pflanzenphysiologie als Theorie der Gärtnerei. Gustav Fischer, Jena 1922.
- Pflanzenphysiologie. Salzwasser-Verlag, 2013, ISBN 978-3-8460-3102-5 (Originaltitel: Pflanzenphysiologie. 1917.).
- Die Lebensdauer der Pflanze. Gustav Fischer, Jena 1929.
- Als Naturforscher in Indien. Gustav Fischer, Jena 1930.
- Botanische Versuche ohne Apparate. In: Schriften des Vereins zur Verbreitung naturwissenschaftlicher Kenntnisse. Band 72. Gustav Fischer, Wien 1932, S. 49–71 (zobodat.at [PDF]).
- Botanische Versuche ohne Apparate (1931)
- Der Einfluß einer Pflanze auf die andere - Allelopathie. Gustav Fischer, Jena 1937.